# Zuid-Korea op de Olympische Zomerspelen 2020
Zuid-Korea was een van de deelnemende landen aan de Olympische Zomerspelen 2020 in Tokio, Japan.

## Medailleoverzicht
| Medaille | Naam                                                   | Sport            | Onderdeel       | Datum      |
| -------- | ------------------------------------------------------ | ---------------- | --------------- | ---------- |
| Goud     | Kim Je-deok An San                                     | Boogschieten     | team (x)        | 24 juli    |
| Goud     | An San Jang Min-hee Kang Chae-young                    | Boogschieten     | team (v)        | 25 juli    |
| Goud     | Kim Je-deok Kim Woo-jin Oh Jin-hyek                    | Boogschieten     | team (m)        | 26 juli    |
| Goud     | Oh Sang-uk Kim Jun-ho Kim Jung-hwan Gu Bon-gil         | Schermen         | sabel team (m)  | 28 juli    |
| Goud     | An San                                                 | Boogschieten     | individueel (v) | 30 juli    |
| Goud     | Shin Jea-hwan                                          | Turnen           | sprong (m)      | 2 augustus |
|          |                                                        |                  |                 |            |
| Zilver   | Choi In-jeong Kang Young-mi Lee Hye-in Song Se-ra      | Schermen         | degen team (v)  | 27 juli    |
| Zilver   | Lee Da-bin                                             | Taekwondo        | +67kg (v)       | 27 juli    |
| Zilver   | Cho Gu-ham                                             | Judo             | -100kg (m)      | 29 juli    |
| Zilver   | Kim Min-jung                                           | Schietsport      | 25m pistool (v) | 30 juli    |
|          |                                                        |                  |                 |            |
| Brons    | Kim Jung-hwan                                          | Schermen         | sabel (m)       | 24 juli    |
| Brons    | Jang Jun                                               | Taekwondo        | -58kg (m)       | 24 juli    |
| Brons    | An Baul                                                | Judo             | -66kg (m)       | 25 juli    |
| Brons    | An Chang-rim                                           | Judo             | -73kg (m)       | 26 juli    |
| Brons    | In Kyo-don                                             | Taekwondo        | +80kg (m)       | 27 juli    |
| Brons    | Kweon Young-jun Ma Se-geon Park Sang-young Song Jae-ho | Schermen         | degen team (m)  | 30 juli    |
| Brons    | Choi Soo-yeon Kim Ji-yeon Yoon Ji-su Seo Ji-yeon       | Schermen         | sabel team (v)  | 31 juli    |
| Brons    | Yeo Seo-jeong                                          | Turnen           | sprong (v)      | 1 augustus |
| Brons    | Kim So-yeong Kong Hee-yong                             | Badminton        | dubbelspel (v)  | 2 augustus |
| Brons    | Jun Woong-tae                                          | Moderne vijfkamp | mannen          | 7 augustus |

## Atleten
| sport            | mannen | vrouwen | totaal |
| ---------------- | ------ | ------- | ------ |
| Atletiek         | 5      | 2       | 7      |
| Badminton        | 3      | 7       | 10     |
| Basketbal        | 0      | 12      | 12     |
| Boksen           | 0      | 2       | 2      |
| Boogschieten     | 3      | 3       | 6      |
| Gewichtheffen    | 3      | 4       | 7      |
| Golf             | 2      | 4       | 6      |
| Gymnastiek       | 5      | 2       | 7      |
| Handbal          | 0      | 14      | 14     |
| Honkbal          | 24     | 0       | 24     |
| Judo             | 7      | 7       | 14     |
| Kanovaren        | 1      | 0       | 1      |
| Karate           | 1      | 0       | 1      |
| Klimsport        | 1      | 1       | 2      |
| Moderne vijfkamp | 2      | 2       | 4      |
| Paardensport     | 1      | 0       | 1      |
| Roeien           | 0      | 1       | 1      |
| Rugby            | 13     | 0       | 13     |
| Schermen         | 9      | 9       | 18     |
| Schietsport      | 7      | 8       | 15     |
| Schoonspringen   | 3      | 2       | 5      |
| Taekwondo        | 3      | 3       | 6      |
| Tafeltennis      | 3      | 3       | 6      |
| Tennis           | 1      | 0       | 1      |
| Voetbal          | 22     | 0       | 22     |
| Volleybal        | 0      | 12      | 12     |
| Wielersport      | 0      | 2       | 2      |
| Worstelen        | 2      | 0       | 2      |
| Zeilen           | 4      | 0       | 4      |
| Zwemmen          | 7      | 5       | 12     |
| totaal           | 132    | 105     | 237    |

## Sporten

### Atletiek
Mannen
Loopnummers
| atleet            | onderdeel          | series | series | kwartfinale | kwartfinale | halve finale | halve finale | finale  | finale |
| atleet            | onderdeel          | tijd   | rang   | tijd        | rang        | tijd         | rang         | tijd    | rang   |
| ----------------- | ------------------ | ------ | ------ | ----------- | ----------- | ------------ | ------------ | ------- | ------ |
| Choe Byeong-kwang | 20 km snelwandelen | n.v.t. | n.v.t. | n.v.t.      | n.v.t.      | n.v.t.       | n.v.t.       | 1:28.12 | 37     |
| Oh Joo-han        | marathon           | n.v.t. | n.v.t. | n.v.t.      | n.v.t.      | n.v.t.       | n.v.t.       | DNF     | DNF    |
| Shim Jung-sub     | marathon           | n.v.t. | n.v.t. | n.v.t.      | n.v.t.      | n.v.t.       | n.v.t.       | 2:20.36 | 48     |

Technische nummers
| atleet         | onderdeel            | kwalificaties | kwalificaties | finale         | finale         |
| atleet         | onderdeel            | afstand       | rang          | afstand        | rang           |
| -------------- | -------------------- | ------------- | ------------- | -------------- | -------------- |
| Woo Sang-hyeok | hoogspringen         | 2,28          | 9 q           | 2,35 NR        | 4              |
| Jin Min-sub    | polsstokhoogspringen | 5,50          | 19            | niet geplaatst | niet geplaatst |

Vrouwen
Loopnummers
| atlete         | onderdeel | series | series | kwartfinale | kwartfinale | halve finale | halve finale | finale  | finale |
| atlete         | onderdeel | tijd   | rang   | tijd        | rang        | tijd         | rang         | tijd    | rang   |
| -------------- | --------- | ------ | ------ | ----------- | ----------- | ------------ | ------------ | ------- | ------ |
| Ahn Seul-ki    | marathon  | n.v.t. | n.v.t. | n.v.t.      | n.v.t.      | n.v.t.       | n.v.t.       | 2:41.11 | 57     |
| Choi Kyung-sun | marathon  | n.v.t. | n.v.t. | n.v.t.      | n.v.t.      | n.v.t.       | n.v.t.       | 2:35.33 | 34     |

### Badminton
Mannen
| atlete                     | onderdeel  | groepsfase                        | groepsfase                           | groepsfase                                   | groepsfase | eliminatie           | kwartfinale               | halve finale         | finale / BM          | finale / BM |
| atlete                     | onderdeel  | tegenstander uitslag              | tegenstander uitslag                 | tegenstander uitslag                         | rang       | tegenstander uitslag | tegenstander uitslag      | tegenstander uitslag | tegenstander uitslag | rang        |
| -------------------------- | ---------- | --------------------------------- | ------------------------------------ | -------------------------------------------- | ---------- | -------------------- | ------------------------- | -------------------- | -------------------- | ----------- |
| Heo Kwang-hee              | enkelspel  | T Lam W (21–10, 21–15)            | K Momota W (21-15, 21-19)            | n.v.t.                                       | 1 Q        | bye                  | K Cordón V (13-21, 18-21) | niet geplaatst       | niet geplaatst       | 5           |
| Choi Sol-gyu Seo Seung-jae | dubbelspel | A Chia / Soh W Y V (22-24, 15-21) | J Ho-Shue / N Yakura W (21-14, 21-8) | M Ahsan / H Setiawan V (12-21, 21-19, 18-21) | 3          | n.v.t.               | niet geplaatst            | niet geplaatst       | niet geplaatst       | 9           |

Vrouwen
| atlete                     | onderdeel  | groepsfase                                  | groepsfase                                        | groepsfase                             | groepsfase | eliminatie                        | kwartfinale                                      | halve finale                        | finale / BM                         | finale / BM |
| atlete                     | onderdeel  | tegenstander uitslag                        | tegenstander uitslag                              | tegenstander uitslag                   | rang       | tegenstander uitslag              | tegenstander uitslag                             | tegenstander uitslag                | tegenstander uitslag                | rang        |
| -------------------------- | ---------- | ------------------------------------------- | ------------------------------------------------- | -------------------------------------- | ---------- | --------------------------------- | ------------------------------------------------ | ----------------------------------- | ----------------------------------- | ----------- |
| An Se-young                | enkelspel  | C Azurmendi W (21–13, 21–6)                 | D A Adesokan W (21-3, 21-6)                       | n.v.t.                                 | 1 Q        | B Ongbamrungphan W (21-15, 21-15) | Chen Y V (18-21, 19-21)                          | niet geplaatst                      | niet geplaatst                      | 5           |
| Kim Ga-eun                 | enkelspel  | H Gaitan W (21-14, 21-9)                    | Yeo J M W (21-13, 21-14)                          | n.v.t.                                 | 1 Q        | A Yamaguchi V (17-21, 18-21)      | niet geplaatst                                   | niet geplaatst                      | niet geplaatst                      | 9           |
| Kim So-yeong Kong Hee-yong | dubbelspel | G Stoeva / S Stoeva W (21-23, 21-12, 23-21) | J Kititharakul / R Prajongjai W (21-19, 24-22)    | Chen Q / Jia Y V (21-19, 16-21, 14-21) | 2 Q        | n.v.t.                            | M Matsumoto / W Nagahara W (21-14, 14-21, 28-26) | Chen Q / Jia Y V (15-21, 11-21)     | Lee S-h / Shin S-c W (21-10, 21-17) | Brons       |
| Lee So-hee Shin Seung-chan | dubbelspel | S Mapasa / G Somerville W (21-9, 21-6)      | M Fruergaard / S Thygesen V (21-15, 19-21, 20-22) | Du Y / Li Y W (21-19, 21-12)           | 1 Q        | n.v.t.                            | S Piek / C Seinen W (21-8, 21-17)                | G Polii / A Rahayu V (19-21, 17-21) | Kim S-y / Kong H-y V (10-21, 17-21) | 4           |

Gemengd
| atlete                      | onderdeel  | groepsfase                                | groepsfase                          | groepsfase                         | groepsfase | eliminatie           | kwartfinale                      | halve finale         | finale / BM          | finale / BM    |
| atlete                      | onderdeel  | tegenstander uitslag                      | tegenstander uitslag                | tegenstander uitslag               | rang       | tegenstander uitslag | tegenstander uitslag             | tegenstander uitslag | tegenstander uitslag | rang           |
| --------------------------- | ---------- | ----------------------------------------- | ----------------------------------- | ---------------------------------- | ---------- | -------------------- | -------------------------------- | -------------------- | -------------------- | -------------- |
| Seo Seung-jae Chae Yoo-jung | dubbelspel | R Tabeling / Piek W (16-21, 21-15, 21-11) | A H Elgamal / D Hany W (21-7, 21-3) | Zheng S / Huang Y V (14-21, 17-21) | 2 Q        | n.v.t.               | Wang Y - Huang D V (9-21, 16-21) | niet geplaatst       | niet geplaatst       | niet geplaatst |

### Basketbal
Vrouwen
| Olympiër | Discipline | Resultaat  | Prestatie |
| --- | ---------- | ---------- | --------- |
| Shin Ji-hyun Han Eom-ji Kang Lee-seul Yoon Ye-bin An He-ji Park Hye-jin Park Ji-hyun Bae Hye-yoon Kim Jung-eun Park Ji-su Kim Dan-bi Jin An | team       | groepsfase | zie onder |

| Groep |             |             |             |             |             |            |            |            |        |
| #     | Land        | Wedstrijden | Wedstrijden | Wedstrijden | Wedstrijden | Doelpunten | Doelpunten | Doelpunten | Punten |
| #     | Land        | GW          | W           | G           | V           | V          | T          | Saldo      | Punten |
| 1     | Spanje      | 3           | 3           | 0           | 0           | 234        | 205        | +29        | 6      |
| 2     | Servië      | 3           | 2           | 0           | 1           | 207        | 214        | -7         | 5      |
| 3     | Canada      | 3           | 1           | 0           | 2           | 208        | 201        | +7         | 4      |
| 4     | Puerto Rico | 3           | 0           | 0           | 3           | 183        | 212        | -29        | 3      |

| Ronde           | Datum          | Lokale tijd    | MEZT           | Land           | Score          | Land           |  |
| --------------- | -------------- | -------------- | -------------- | -------------- | -------------- | -------------- |  |
| groepsfase      |                |                |                |                |                |                |  |
| 26 juli 2021    | 10:00          | 03:00          | Zuid-Korea     | 69 – 95        | Spanje         |                |  |
| 29 juli 2021    | 10:00          | 03:00          | Canada         | 74 – 53        | Zuid-Korea     |                |  |
| 1 augustus 2021 | 21:00          | 14:00          | Zuid-Korea     | 61 – 65        | Servië         |                |  |
|                 |                |                |                |                |                |                |  |
| kwartfinale     | niet geplaatst | niet geplaatst | niet geplaatst | niet geplaatst | niet geplaatst | niet geplaatst |  |
|                 |                |                |                |                |                |                |  |
| halve finale    | niet geplaatst | niet geplaatst | niet geplaatst | niet geplaatst | niet geplaatst | niet geplaatst |  |
|                 |                |                |                |                |                |                |  |
| finale          | niet geplaatst | niet geplaatst | niet geplaatst | niet geplaatst | niet geplaatst | niet geplaatst |  |

### Boksen
Vrouwen
| atlete     | onderdeel    | eerste ronde         | tweede ronde         | kwartfinale          | halve finale         | finale               | finale         |
| atlete     | onderdeel    | tegenstander uitslag | tegenstander uitslag | tegenstander uitslag | tegenstander uitslag | tegenstander uitslag | rang           |
| ---------- | ------------ | -------------------- | -------------------- | -------------------- | -------------------- | -------------------- | -------------- |
| Im Ae-ji   | vedergewicht | bye                  | Nicolson V 1 - 4     | niet geplaatst       | niet geplaatst       | niet geplaatst       | niet geplaatst |
| Oh Yeon-ji | lichtgewicht | bye                  | Potkonen V 1 - 4     | niet geplaatst       | niet geplaatst       | niet geplaatst       | niet geplaatst |

### Boogschieten
Mannen
| atleet                              | onderdeel   | plaatsingsronde | plaatsingsronde | eerste ronde         | tweede ronde         | derde ronde          | kwartfinale          | halve finale         | finale / BM            | finale / BM |
| atleet                              | onderdeel   | score           | rang            | tegenstander uitslag | tegenstander uitslag | tegenstander uitslag | tegenstander uitslag | tegenstander uitslag | tegenstander uitslag   | rang        |
| ----------------------------------- | ----------- | --------------- | --------------- | -------------------- | -------------------- | -------------------- | -------------------- | -------------------- | ---------------------- | ----------- |
| Kim Je-deok                         | individueel | 688             | 1               | A David W 6 – 0      | F Unruh V 3 – 7      | niet geplaatst       | niet geplaatst       | niet geplaatst       | niet geplaatst         | 17          |
| Oh Jin-hyek                         | individueel | 681             | 3               | M Hammed W 6 – 0     | A Das V 5 – 6        | niet geplaatst       | niet geplaatst       | niet geplaatst       | niet geplaatst         | 17          |
| Kim Woo-jin                         | individueel | 680             | 4               | M L Balogh W 6 – 0   | P Plihon W 6 – 2     | K A Mohamad W 6 – 0  | Tang C-c V 4 – 6     | niet geplaatst       | niet geplaatst         | 5           |
| Kim Je-deok Kim Woo-jin Oh Jin-hyek | team        | 2049            | 1               | bye                  | n.v.t.               | n.v.t.               | India W 6 – 0        | Japan W 5 – 4        | Chinees Taipei W 6 – 0 | Goud        |

Vrouwen
| atleet                              | onderdeel   | plaatsingsronde | plaatsingsronde | eerste ronde         | tweede ronde                  | derde ronde          | kwartfinale          | halve finale         | finale / BM             | finale / BM |
| atleet                              | onderdeel   | score           | rang            | tegenstander uitslag | tegenstander uitslag          | tegenstander uitslag | tegenstander uitslag | tegenstander uitslag | tegenstander uitslag    | rang        |
| ----------------------------------- | ----------- | --------------- | --------------- | -------------------- | ----------------------------- | -------------------- | -------------------- | -------------------- | ----------------------- | ----------- |
| An San                              | individueel | 680 OR          | 1               | M Hourtou W 6 – 2    | A Marcelle dos Santos W 7 – 1 | R Hayakawa W 6 – 4   | D Kumari W 6 – 0     | M Brown W 6 – 5      | E Osipova W 6 – 5       | Goud        |
| Jang Min-hee                        | individueel | 677             | 2               | A Adam W 6 – 0       | M Nakamura V 2 – 6            | niet geplaatst       | niet geplaatst       | niet geplaatst       | niet geplaatst          | 17          |
| Kang Chae-young                     | individueel | 675             | 3               | A Espinosa W 6 – 0   | V Marchenko W 7 – 1           | Y Anagöz W 6 – 2     | E Osipova V 1 – 7    | niet geplaatst       | niet geplaatst          | 5           |
| An San Jang Min-hee Kang Chae-young | team        | 2032            | 1               | bye                  | n.v.t.                        | n.v.t.               | Italië W 6 – 0       | Wit-Rusland W 5 – 1  | Russische ploeg W 6 – 0 | Goud        |

Gemengd
| atlete             | onderdeel | plaatsingsronde | plaatsingsronde | eerste ronde         | kwartfinale          | halve finale         | finale / BM          | finale / BM |
| atlete             | onderdeel | score           | rang            | tegenstander uitslag | tegenstander uitslag | tegenstander uitslag | tegenstander uitslag | rang        |
| ------------------ | --------- | --------------- | --------------- | -------------------- | -------------------- | -------------------- | -------------------- | ----------- |
| Kim Je-deok An San | team      | 1368            | 1               | Bangladesh W 6 – 0   | India W 6 – 2        | Mexico W 5 – 1       | Nederland W 5 – 3    | Goud        |

### Gewichtheffen
Mannen
| atlete         | onderdeel | trekken | trekken | stoten | stoten | totaal | rang |
| atlete         | onderdeel | score   | rang    | score  | rang   | totaal | rang |
| -------------- | --------- | ------- | ------- | ------ | ------ | ------ | ---- |
| Han Myeong-mok | -67 kg    | 147     | 3       | 174    | 4      | 321    | 4    |
| Yu Dong-ju     | -96 kg    | 160     | 10      | 200    | 8      | 360    | 8    |
| Jin Yun-seong  | -109 kg   | 180     | 6       | 220    | 6      | 400    | 6    |

Vrouwen
| atlete         | onderdeel | trekken | trekken | stoten | stoten | totaal | rang |
| atlete         | onderdeel | score   | rang    | score  | rang   | totaal | rang |
| -------------- | --------- | ------- | ------- | ------ | ------ | ------ | ---- |
| Ham Eun-ji     | -55 kg    | 85      | 9       | 116    | 4      | 201    | 7    |
| Kim Su-hyeon   | -76 kg    | 106     | 5       | 140    | DNF    | DNF    | DNF  |
| Kang Yeoun-hee | -87 kg    | 103     | 9       | 128    | 9      | 231    | 0    |
| Lee Seon-mi    | +87 kg    | 125     | 3       | 152    | 4      | 277    | 4    |

### Golf
Mannen
| atleet      | onderdeel | eerste ronde | tweede ronde | derde ronde | vierde ronde | totaal | totaal | totaal |
| atleet      | onderdeel | score        | score        | score       | score        | score  | par    | rang   |
| ----------- | --------- | ------------ | ------------ | ----------- | ------------ | ------ | ------ | ------ |
| Im Sung-jae | mannen    | 70           | 73           | 63          | 68           | 274    | -10    | 22     |
| Kim Si-woo  | mannen    | 68           | 71           | 70          | 67           | 276    | -8     | 32     |

Vrouwen
| atlete        | onderdeel | eerste ronde | tweede ronde | derde ronde | vierde ronde | totaal | totaal | totaal |
| atlete        | onderdeel | score        | score        | score       | score        | score  | par    | rang   |
| ------------- | --------- | ------------ | ------------ | ----------- | ------------ | ------ | ------ | ------ |
| Ko Jin-young  | vrouwen   | 68           | 67           | 71          | 68           | 274    | -10    | 9      |
| Inbee Park    | vrouwen   | 69           | 70           | 71          | 69           | 279    | -5     | 23     |
| Kim Sei-young | vrouwen   | 69           | 69           | 68          | 68           | 274    | -10    | 9      |
| Kim Hyo-joo   | vrouwen   | 70           | 68           | 70          | 67           | 275    | -9     | 15     |

### Gymnastiek

#### Turnen
Mannen
| atleet        | onderdeel | kwalificatie | kwalificatie | kwalificatie | kwalificatie | kwalificatie | kwalificatie | kwalificatie | kwalificatie | finale         | finale         | finale         | finale         | finale         | finale         | finale         | finale         |
| atleet        | onderdeel | toestel      | toestel      | toestel      | toestel      | toestel      | toestel      | totaal       | positie      | toestel        | toestel        | toestel        | toestel        | toestel        | toestel        | totaal         | positie        |
| atleet        | onderdeel | vloer        | voltige      | ringen       | sprong       | brug         | rekstok      | totaal       | positie      | vloer          | voltige        | ringen         | sprong         | brug           | rekstok        | totaal         | positie        |
| ------------- | --------- | ------------ | ------------ | ------------ | ------------ | ------------ | ------------ | ------------ | ------------ | -------------- | -------------- | -------------- | -------------- | -------------- | -------------- | -------------- | -------------- |
| Kim Han-sol   | team      | 14,900 Q     | 11,833       | 13,600       | 14,333       | 13,666       | 12,800       | 81,032       | 39           | niet geplaatst | niet geplaatst | niet geplaatst | niet geplaatst | niet geplaatst | niet geplaatst | niet geplaatst | niet geplaatst |
| Lee Jun-ho    | team      | 13,733       | 12,900       | 13,700       | 14,333       | 14,266       | 13,366       | 82,398       | 28 q         | niet geplaatst | niet geplaatst | niet geplaatst | niet geplaatst | niet geplaatst | niet geplaatst | niet geplaatst | niet geplaatst |
| Ryu Sung-hyun | team      | 15,066 Q     | 12,900       | 13,166       | 14,500       | 11,966       | 13,133       | 80,831       | 41           | niet geplaatst | niet geplaatst | niet geplaatst | niet geplaatst | niet geplaatst | niet geplaatst | niet geplaatst | niet geplaatst |
| Yang Hak-seon | team      | -            | -            | -            | 14,366       | -            | -            | n.v.t.       | n.v.t.       | niet geplaatst | niet geplaatst | niet geplaatst | niet geplaatst | niet geplaatst | niet geplaatst | niet geplaatst | niet geplaatst |
| Totaal        | team      | 43,699       | 37,633       | 40,466       | 43,799       | 39,898       | 39,299       | 244,794      | 11           | niet geplaatst | niet geplaatst | niet geplaatst | niet geplaatst | niet geplaatst | niet geplaatst | niet geplaatst | niet geplaatst |

| atleet        | onderdeel | kwalificatie | kwalificatie | kwalificatie | kwalificatie | kwalificatie | kwalificatie | kwalificatie | kwalificatie | finale  | finale   | finale   | finale   | finale   | finale   | finale   | finale  |
| atleet        | onderdeel | toestel      | toestel      | toestel      | toestel      | toestel      | toestel      | totaal       | positie      | toestel | toestel  | toestel  | toestel  | toestel  | toestel  | totaal   | positie |
| atleet        | onderdeel | vloer        | voltige      | ringen       | sprong       | brug         | rekstok      | totaal       | positie      | vloer   | voltige  | ringen   | sprong   | brug     | rekstok  | totaal   | positie |
| ------------- | --------- | ------------ | ------------ | ------------ | ------------ | ------------ | ------------ | ------------ | ------------ | ------- | -------- | -------- | -------- | -------- | -------- | -------- | ------- |
| Kim Han-sol   | vloer     | 14,900       | n.v.t.       | n.v.t.       | n.v.t.       | n.v.t.       | n.v.t.       | n.v.t.       | 5 Q          | 13,066  | n.v.t. 8 | n.v.t. 8 | n.v.t. 8 | n.v.t. 8 | n.v.t. 8 | n.v.t. 8 |         |
| Ryu Sung-hyun | vloer     | 15,066       | n.v.t.       | n.v.t.       | n.v.t.       | n.v.t.       | n.v.t.       | n.v.t.       | 3 Q          | 14,233  | n.v.t.   | n.v.t.   | n.v.t.   | n.v.t.   | n.v.t.   | n.v.t.   | 4       |
| Lee Jun-ho    | team      | 13,733       | 12,900       | 13,700       | 14,333       | 14,266       | 13,366       | 82,398       | 28 q         | 13,966  | 12,766   | 13,466   | 13,800   | 14,166   | 12,300   | 80,464   | 22      |
| Shin Jea-hwan | sprong    | n.v.t.       | n.v.t.       | n.v.t.       | 14,866       | n.v.t.       | n.v.t.       | n.v.t.       | 1 Q          | n.v.t.  | n.v.t.   | n.v.t.   | 14,783   | n.v.t.   | n.v.t.   | n.v.t.   | Goud    |

Vrouwen
| atlete        | onderdeel | kwalificatie | kwalificatie | kwalificatie | kwalificatie | kwalificatie | kwalificatie | finale  | finale  | finale  | finale  | finale | finale  |
| atlete        | onderdeel | toestel      | toestel      | toestel      | toestel      | totaal       | positie      | toestel | toestel | toestel | toestel | totaal | positie |
| atlete        | onderdeel | sprong       | brug         | balk         | vloer        | totaal       | positie      | sprong  | brug    | balk    | vloer   | totaal | positie |
| ------------- | --------- | ------------ | ------------ | ------------ | ------------ | ------------ | ------------ | ------- | ------- | ------- | ------- | ------ | ------- |
| Lee Yun-seo   | meerkamp  | 13,400       | 14,333       | 12,841       | 12,966       | 53,540       | 29 q         | 13,400  | 14,300  | 11,266  | 12,666  | 51,632 | 21      |
| Yeo Seo-Yeong | sprong    | 14,800       | n.v.t.       | n.v.t.       | n.v.t.       | n.v.t.       | 5 Q          | 14,733  | n.v.t.  | n.v.t.  | n.v.t.  | n.v.t. | Brons   |

### Handbal
Vrouwen
| Olympiër | Onderdeel | Resultaat   | Prestatie |
| --- | --------- | ----------- | --------- |
| Ju Hui Won Seon-pil Ryu Eun-hee Jeong Jin-hui Kim Yun-ji Choi Su-min Sim Hae-in Kang Eun-hye Jo Ha-rang Gim Bo-eun Lee Mi-gyeong Kang Kyung-min Jung Yu-ra Kim Jin-yi Jung Ji-in | Vrouwen   | kwartfinale | zie onder |

| Groepsfase |            |             |             |             |             |            |            |            |        |
| #          | Land       | Wedstrijden | Wedstrijden | Wedstrijden | Wedstrijden | Doelpunten | Doelpunten | Doelpunten | Punten |
| #          | Land       | GW          | W           | G           | V           | V          | T          | Saldo      | Punten |
| 1          | Noorwegen  | 5           | 5           | 0           | 0           | 10         | 170        | 123        | +47    |
| 2          | Nederland  | 5           | 4           | 0           | 1           | 8          | 169        | 143        | +26    |
| 3          | Montenegro | 5           | 2           | 0           | 3           | 4          | 139        | 142        | -2     |
| 4          | Zuid-Korea | 5           | 1           | 1           | 3           | 3          | 147        | 165        | -18    |
| 5          | Angola     | 5           | 1           | 1           | 3           | 3          | 130        | 156        | -26    |
| 6          | Japan      | 5           | 1           | 0           | 4           | 2          | 124        | 150        | -26    |

| Ronde           | Datum           | Lokale tijd    | MEZT           | Land           | Score          | Land           |  |
| --------------- | --------------- | -------------- | -------------- | -------------- | -------------- | -------------- |  |
| Groepsfase      |                 |                |                |                |                |                |  |
| 25 juli 2021    | 16:15           | 09:15          | Noorwegen      | 39 - 27        | Zuid-Korea     |                |  |
| 27 juli 2021    | 16:15           | 09:15          | Zuid-Korea     | 36 - 43        | Nederland      |                |  |
| 29 juli 2021    | 14:15           | 07:15          | Jordanië       | 24 - 27        | Zuid-Korea     |                |  |
| 31 juli 2021    | 11:00           | 04:00          | Montenegro     | 28 - 26        | Zuid-Korea     |                |  |
| 2 augustus 2021 | 09:00           | 02:00          | Zuid-Korea     | 31 - 31        | Angola         |                |  |
|                 |                 |                |                |                |                |                |  |
| Kwartfinale     | 4 augustus 2021 | 17:00          | 10:00          | Zweden         | 39 - 30        | Zuid-Korea     |  |
|                 |                 |                |                |                |                |                |  |
| Halve finale    | niet geplaatst  | niet geplaatst | niet geplaatst | niet geplaatst | niet geplaatst | niet geplaatst |  |
|                 |                 |                |                |                |                |                |  |
| Bronzen finale  | niet geplaatst  | niet geplaatst | niet geplaatst | niet geplaatst | niet geplaatst | niet geplaatst |  |

### Honkbal
Mannen
| Olympiër | Onderdeel | Resultaat | Prestatie |
| --- | --------- | --------- | --- |
| Cha Woo-chan Cho Sang-woo Choi Won-joon Go Woo-suk Kim Jin-uk Kim Min-woo Ko Young-pyo Lee Eui-lee Oh Seung-hwan Park Se-woong Won Tae-in Kang Min-ho Yang Eui-ji Choi Joo-hwan Hur Kyoung-min Hwang Jae-gyun Kang Baek-ho Kim Hye-seong Oh Jae-il Oh Ji-hwan Kim Hyun-soo Lee Jung-hoo Park Hae-min Park Kun-woo | mannen    | 4         | Groepsfase Gewonnen van Israël 6 - 5 Verloren van Verenigde Staten 2 - 4 Knock-outfase Ronde 1 Gewonnen van Dominicaanse Republiek 4 - 3 Ronde 2 Gewonnen van Israël 11 - 1 Halve finale Verloren van Japan 2 - 5 Verloren van Verenigde Staten 2 - 7 Bronzen finale Verloren van Dominicaanse Republiek 6 - 10 |

### Judo
Mannen
| atleet        | onderdeel | eerste ronde         | tweede ronde         | derde ronde           | kwartfinale          | halve finale            | herkansing           | finale / BM          | finale / BM    |
| atleet        | onderdeel | tegenstander uitslag | tegenstander uitslag | tegenstander uitslag  | tegenstander uitslag | tegenstander uitslag    | tegenstander uitslag | tegenstander uitslag | rang           |
| ------------- | --------- | -------------------- | -------------------- | --------------------- | -------------------- | ----------------------- | -------------------- | -------------------- | -------------- |
| Kim Won-jin   | −60 kg    | n.v.t.               | bye                  | Takabatake W 10-00    | Smetov V 00-10       | niet geplaatst          | Chkvimiani W 10-00   | Mkheidze V 00-10     | 5              |
| An Ba-ul      | −66 kg    | n.v.t.               | bye                  | Chinchila W 10-00     | Gomboc W 10-00       | Margvelashvili V 00-01  | bye                  | Lombardo W 10-00     | Brons          |
| An Chang-rim  | −73 kg    | bye                  | Basile W 01-00       | Turaev W 01-00        | Butbul W 01-00       | Shavdatuashvili V 00-01 | bye                  | Orujov W 01-00       | Brons          |
| Lee Sung-ho   | −81 kg    | bye                  | Elias W 10-00        | Grigalashvili V 00-10 | niet geplaatst       | niet geplaatst          | niet geplaatst       | niet geplaatst       | niet geplaatst |
| Gwak Dong-han | −90 kg    | bye                  | Anani W 10-00        | Trippel V 00-10       | niet geplaatst       | niet geplaatst          | niet geplaatst       | niet geplaatst       | niet geplaatst |
| Cho Gu-ham    | −100 kg   | n.v.t.               | bye                  | Kukolj W 10-00        | Frey W 01-00         | Fonseca W 01-00         | bye                  | Wolf V 00-10         | Zilver         |
| Kim Min-jong  | +100 kg   | n.v.t.               | bye                  | Harasawa V 00-10      | niet geplaatst       | niet geplaatst          | niet geplaatst       | niet geplaatst       | niet geplaatst |

Vrouwen
| atleet         | onderdeel | eerste ronde         | tweede ronde         | derde ronde          | kwartfinale          | halve finale         | herkansing           | finale / BM          | finale / BM    |
| atleet         | onderdeel | tegenstander uitslag | tegenstander uitslag | tegenstander uitslag | tegenstander uitslag | tegenstander uitslag | tegenstander uitslag | tegenstander uitslag | rang           |
| -------------- | --------- | -------------------- | -------------------- | -------------------- | -------------------- | -------------------- | -------------------- | -------------------- | -------------- |
| Kang Yu-jeong  | −48 kg    | n.v.t.               | Štangar V 01-10      | niet geplaatst       | niet geplaatst       | niet geplaatst       | niet geplaatst       | niet geplaatst       |                |
| Park Da-sol    | −52 kg    | n.v.t.               | Cesar W 11-00        | Kuziutina W 01-00    | Buchard V 00-10      | niet geplaatst       | Pupp V 00-01         | niet geplaatst       | 7              |
| Kim Ji-su      | −57 kg    | n.v.t.               | Roper W 10-00        | Cysique V 00-01      | niet geplaatst       | niet geplaatst       | niet geplaatst       | niet geplaatst       | niet geplaatst |
| Han Hee-ju     | −63 kg    | n.v.t.               | Trstenjak V 00-01    | niet geplaatst       | niet geplaatst       | niet geplaatst       | niet geplaatst       | niet geplaatst       | niet geplaatst |
| Kim Seong-yeon | −70 kg    | n.v.t.               | Sophina W 10-00      | Polleres V 00-01     | niet geplaatst       | niet geplaatst       | niet geplaatst       | niet geplaatst       | niet geplaatst |
| Yoon Hyun-ji   | −78 kg    | n.v.t.               | Papadakis W 10-00    | Powell W 11-00       | Steenhuis W 10-00    | Malonga V 00-10      | bye                  | Aguiar V 00-10       | 5              |
| Han Mi-jin     | +78 kg    | n.v.t.               | Sevelkouls W 01-00   | Slutskaya W 10-00    | Kindzeska V 00-11    | niet geplaatst       | Sayit V 00-10        | niet geplaatst       | 7              |

Gemengd
| atleten                                                                     | onderdeel    | eerste ronde         | tweede ronde         | kwartfinale          | halve finale         | herkansing           | finale / BM          | finale / BM    |
| atleten                                                                     | onderdeel    | tegenstander uitslag | tegenstander uitslag | tegenstander uitslag | tegenstander uitslag | tegenstander uitslag | tegenstander uitslag | rang           |
| --------------------------------------------------------------------------- | ------------ | -------------------- | -------------------- | -------------------- | -------------------- | -------------------- | -------------------- | -------------- |
| An Chang-rim Gwak Dong-han Kim Min-jong Han Mi-jin Kim Ji-su Kim Seong-yeon | gemengd team | n.v.t.               | Mongolië V 1-4       | niet geplaatst       | niet geplaatst       | niet geplaatst       | niet geplaatst       | niet geplaatst |

### Kanovaren

#### Sprint
Zuid-Korea kwalificeerde een enkele boot door te winnen op de Asian Canoe Sprint Qualification Regatta 2021 in Pattaya , Thailand.
Mannen
| atlete        | onderdeel | series | series | kwartfinale | kwartfinale | halve finale | halve finale | finale | finale |
| atlete        | onderdeel | tijd   | rang   | tijd        | rang        | tijd         | rang         | tijd   | rang   |
| ------------- | --------- | ------ | ------ | ----------- | ----------- | ------------ | ------------ | ------ | ------ |
| Cho Kwang-hee | K-1 200 m | 35,738 | 3 KF   | 35,048      | 1 HF        | 36,094       | 6 FB         | 36,440 | 13     |

### Karate

#### Kata
Park Hee-jun kwalificeerde zich rechtstreeks voor de categorie kata voor mannen door als derde te eindigen in de laatste pouleronde op het Wereld Olympisch Kwalificatietoernooi 2021 in Parijs , Frankrijk.
Mannen
| Atleet       | Onderdeel | Eliminatie | Eliminatie | Ranking | Ranking | Finale / BM              | Finale / BM |
| Atleet       | Onderdeel | Score      | Rang       | Score   | Rang    | Tegenstander Resultaat   | Rang        |
| ------------ | --------- | ---------- | ---------- | ------- | ------- | ------------------------ | ----------- |
| Park Hee-jun | mannen    | 25,62      | 3 Q        | 25,98   | 3 q     | Sofuoğlu V 26,14 - 27,26 | 5           |

### Klimsport
Mannen
| atleet        | onderdeel | kwalificatie | kwalificatie | kwalificatie | kwalificatie | kwalificatie | kwalificatie | kwalificatie | totaal | totaal | finale         | finale         | finale         | finale         | finale         | finale         | finale         | totaal         | totaal         |
| atleet        | onderdeel | speed        | speed        | boulderen    | boulderen    | lead         | lead         | lead         | totaal | totaal | speed          | speed          | boulderen      | boulderen      | lead           | lead           | lead           | totaal         | totaal         |
| atleet        | onderdeel | tijd         | rang         | punten       | rang         | punten       | tijd         | rang         | punten | rang   | tijd           | rang           | punten         | rang           | punten         | tijd           | rang           | punten         | rang           |
| ------------- | --------- | ------------ | ------------ | ------------ | ------------ | ------------ | ------------ | ------------ | ------ | ------ | -------------- | -------------- | -------------- | -------------- | -------------- | -------------- | -------------- | -------------- | -------------- |
| Chon Jong-won | mannen    | 6,21         | 5            | 1T3z 3 10    | 10           | 26+          | 2.34         | 16           | 800,00 | 10     | niet geplaatst | niet geplaatst | niet geplaatst | niet geplaatst | niet geplaatst | niet geplaatst | niet geplaatst | niet geplaatst | niet geplaatst |

Vrouwen
| atlete        | onderdeel | kwalificatie | kwalificatie | kwalificatie | kwalificatie | kwalificatie | kwalificatie | kwalificatie | totaal | totaal | finale | finale | finale    | finale    | finale | finale | finale | totaal | totaal |
| atlete        | onderdeel | speed        | speed        | boulderen    | boulderen    | lead         | lead         | lead         | totaal | totaal | speed  | speed  | boulderen | boulderen | lead   | lead   | lead   | totaal | totaal |
| atlete        | onderdeel | tijd         | rang         | punten       | rang         | punten       | tijd         | rang         | punten | rang   | tijd   | rang   | punten    | rang      | punten | tijd   | rang   | punten | rang   |
| ------------- | --------- | ------------ | ------------ | ------------ | ------------ | ------------ | ------------ | ------------ | ------ | ------ | ------ | ------ | --------- | --------- | ------ | ------ | ------ | ------ | ------ |
| Seo Chae-hyun | vrouwen   | 10,01        | 17           | 2T4z 5 5     | 5            | 40+          | -            | 1            | 85,00  | 2 Q    | 9,85   | 8      | 0T0z 0 0  | 7         | 35+    | -      | 2      | 112    | 8      |

### Moderne vijfkamp
Mannen
| atleet        | onderdeel        | schermen (degen) | schermen (degen) | schermen (degen) | schermen (degen) | zwemmen (200 m vrije slag) | zwemmen (200 m vrije slag) | zwemmen (200 m vrije slag) | paardrijden (springen) | paardrijden (springen) | paardrijden (springen) | combinatie: schieten/lopen (10 m luchtpistool)/(3200 m) | combinatie: schieten/lopen (10 m luchtpistool)/(3200 m) | combinatie: schieten/lopen (10 m luchtpistool)/(3200 m) | totaal punten | rang  |
| atleet        | onderdeel        | RR               | BR               | rang             | punten           | tijd                       | rang                       | punten                     | strafpunten            | rang                   | punten                 | tijd                                                    | rang                                                    | punten                                                  | totaal punten | rang  |
| ------------- | ---------------- | ---------------- | ---------------- | ---------------- | ---------------- | -------------------------- | -------------------------- | -------------------------- | ---------------------- | ---------------------- | ---------------------- | ------------------------------------------------------- | ------------------------------------------------------- | ------------------------------------------------------- | ------------- | ----- |
| Jun Woong-tae | moderne vijfkamp | 21-14            | 0                | 9                | 226              | 1.57,23                    | 6                          | 316                        | 11                     | 11                     | 289                    | 11.01,84                                                | 7                                                       | 639                                                     | 1470          | Brons |
| Lee Ji-hun    | moderne vijfkamp | 21-12            | 1                | 5                | 238              | 1.57,85                    | 7                          | 315                        | 7                      | 6                      | 293                    | 11.21,95                                                | 17                                                      | 619                                                     | 1466          | 4     |

Vrouwen
| atlete      | onderdeel        | schermen (degen) | schermen (degen) | schermen (degen) | schermen (degen) | zwemmen (200 m vrije slag) | zwemmen (200 m vrije slag) | zwemmen (200 m vrije slag) | paardrijden (springen) | paardrijden (springen) | paardrijden (springen) | combinatie: schieten/lopen (10 m luchtpistool)/(3200 m) | combinatie: schieten/lopen (10 m luchtpistool)/(3200 m) | combinatie: schieten/lopen (10 m luchtpistool)/(3200 m) | totaal punten | rang |
| atlete      | onderdeel        | RR               | BR               | rang             | punten           | tijd                       | rang                       | punten                     | strafpunten            | rang                   | punten                 | tijd                                                    | rang                                                    | punten                                                  | totaal punten | rang |
| ----------- | ---------------- | ---------------- | ---------------- | ---------------- | ---------------- | -------------------------- | -------------------------- | -------------------------- | ---------------------- | ---------------------- | ---------------------- | ------------------------------------------------------- | ------------------------------------------------------- | ------------------------------------------------------- | ------------- | ---- |
| Kim Se-hee  | moderne vijfkamp | 24-11            | 2                | 2                | 246              | 2.16,36                    | 21                         | 278                        | 14                     | 18                     | 286                    | 13.00,70                                                | 24                                                      | 520                                                     | 1330          | 11   |
| Kim Sun-woo | moderne vijfkamp | 19-16            | 0                | 14               | 214              | 2.16,36                    | 21                         | 278                        | 16                     | 21                     | 284                    | 13.07,80                                                | 27                                                      | 513                                                     | 1296          | 17   |

### Paardensport

#### Dressuur
| ruiter        | paard    | onderdeel   | Grand Prix | Grand Prix | Grand Prix Special | Grand Prix Special | Grand Prix Freestyle | Grand Prix Freestyle | totaal         | totaal         |
| ruiter        | paard    | onderdeel   | score      | rang       | score              | rang               | technisch            | artistiek            | uitslag        | rang           |
| ------------- | -------- | ----------- | ---------- | ---------- | ------------------ | ------------------ | -------------------- | -------------------- | -------------- | -------------- |
| Kim Dong-seon | Belstaff | individueel | 63,447     | 55         | n.v.t.             | n.v.t.             | niet geplaatst       | niet geplaatst       | niet geplaatst | niet geplaatst |

### Roeien
Zuid-Korea kwalificeerde één boot in de skiff voor vrouwen voor de Spelen door als zesde te eindigen in de A-finale en de derde van vijf beschikbare ligplaatsen te bemachtigen op de 2021 FISA Asia & Oceania Olympic Qualification Regatta in Tokyo , Japan.
Vrouwen
| atleet          | onderdeel | series  | series | herkansingen | herkansingen | kwartfinale | kwartfinale | halve finale | halve finale | finale  | finale |
| atleet          | onderdeel | tijd    | rang   | tijd         | rang         | tijd        | rang        | tijd         | rang         | tijd    | rang   |
| --------------- | --------- | ------- | ------ | ------------ | ------------ | ----------- | ----------- | ------------ | ------------ | ------- | ------ |
| Jeong Hye-jeong | skiff     | 8.12,15 | 5 H    | 8.26,73      | 2 KF         | 8.38,70     | 6 HC/D      | 8.06,32      | 6 FD         | 8.06,13 | 24     |

Legenda: FA=finale A (medailles); FB=finale B (geen medailles); FC=finale C (geen medailles); FD=finale D (geen medailles); FE=finale E (geen medailles); FF=finale F (geen medailles); HA/B=halve finale A/B; HC/D=halve finale C/D; HE/F=halve finale E/F; KF=kwartfinale; H=herkansing

### Rugby
Mannen
Het Zuid-Koreaanse rugbyteam kwalificeerde zich voor de Spelen door het Aziatisch Olympisch kwalificatietoernooi te winnen. Hiermee maakt het land een debuut in de sport.
| Olympiër | Discipline | Resultaat | Prestatie |
| --- | ---------- | --------- | --------- |
| Han Kun-kyu Kim Hyun-soo Andre Jin Coquillard Chang Yong-heung Lee Seong-bae Kim Nam-uk Jang Jeong-min Jang Seong-min Park Wan-yong Lee Jin-kyu Choi Seong-deok Jeong Yeon-sik Kim Gwong-min | mannen     | 12        | zie onder |

| Groep A |               |             |             |             |             |            |            |            |        |
| #       | Land          | Wedstrijden | Wedstrijden | Wedstrijden | Wedstrijden | Doelpunten | Doelpunten | Doelpunten | Punten |
| #       | Land          | GW          | W           | G           | V           | V          | T          | Saldo      | Punten |
| 1       | Nieuw-Zeeland | 3           | 3           | 0           | 0           | 99         | 31         | +68        | 9      |
| 2       | Argentinië    | 3           | 2           | 0           | 1           | 99         | 54         | +45        | 7      |
| 3       | Australië     | 3           | 1           | 0           | 2           | 73         | 48         | +25        | 5      |
| 4       | Zuid-Korea    | 3           | 0           | 0           | 3           | 10         | 148        | -138       | 3      |

| Ronde                  | Datum        | Lokale tijd | MEZT          | Land       | Score      | Land       |  |
| ---------------------- | ------------ | ----------- | ------------- | ---------- | ---------- | ---------- |  |
| groepsfase             |              |             |               |            |            |            |  |
| 26 juli 2021           | 10:00        | 03:00       | Nieuw-Zeeland | 50 - 5     | Zuid-Korea |            |  |
| 26 juli 2021           | 18:00        | 11:00       | Australië     | 42 - 5     | Zuid-Korea |            |  |
| 27 juli 2021           | 10:00        | 03:00       | Argentinië    | 56 - 0     | Zuid-Korea |            |  |
|                        |              |             |               |            |            |            |  |
| Plaatsing 9 - 12       | 27 juli 2021 | 16:30       | 09:30         | Ierland    | 31 - 0     | Zuid-Korea |  |
|                        |              |             |               |            |            |            |  |
| Wedstrijd om plaats 11 | 28 juli 2021 | 09:00       | 02:00         | Zuid-Korea | 19 - 31    | Japan      |  |

### Schermen
Mannen
| atleet                                                 | onderdeel  | eerste ronde         | tweede ronde         | derde ronde          | kwartfinale           | halve finale         | finale / BM          | finale / BM    |
| atleet                                                 | onderdeel  | tegenstander uitslag | tegenstander uitslag | tegenstander uitslag | tegenstander uitslag  | tegenstander uitslag | tegenstander uitslag | rang           |
| ------------------------------------------------------ | ---------- | -------------------- | -------------------- | -------------------- | --------------------- | -------------------- | -------------------- | -------------- |
| Kweon Young-jun                                        | degen      | bye                  | Verwijlen V 10 - 15  | niet geplaatst       | niet geplaatst        | niet geplaatst       | niet geplaatst       | niet geplaatst |
| Ma Se-geon                                             | degen      | Petrov V 7 - 15      | niet geplaatst       | niet geplaatst       | niet geplaatst        | niet geplaatst       | niet geplaatst       | niet geplaatst |
| Park Sang-young                                        | degen      | bye                  | Hoyle W 15 - 10      | Minobe W 15 - 6      | Siklósi V 12 - 15     | niet geplaatst       | niet geplaatst       | niet geplaatst |
| Kweon Young-jun Ma Se-geon Park Sang-young Song Jae-ho | team degen | n.v.t.               | n.v.t.               | bye                  | Zwitserland W 45 - 39 | Japan V 38 - 45      | China W 45 - 42      | Brons          |
| Lee Kwang-hyun                                         | floret     | bye                  | Borodachev V 14 - 14 | niet geplaatst       | niet geplaatst        | niet geplaatst       | niet geplaatst       | niet geplaatst |
| Gu Bon-gil                                             | sabel      | bye                  | Szabo V 8 - 15       | niet geplaatst       | niet geplaatst        | niet geplaatst       | niet geplaatst       | niet geplaatst |
| Kim Jung-hwan                                          | sabel      | bye                  | Lokhanov W 15 - 11   | Dershwitz W 15 - 9   | Ibragimov W 15 - 14   | Samele V 12 - 15     | Bazadze W 15 - 11    | Brons          |
| Oh Sang-uk                                             | sabel      | bye                  | Mackiewicz W 15 - 7  | Amer W 15 - 9        | Bazadze V 13 - 15     | niet geplaatst       | niet geplaatst       | niet geplaatst |
| Gu Bon-gil Kim Jung-hwan Oh Sang-uk Kim Jun-ho         | team sabel | n.v.t.               | n.v.t.               | bye                  | Egypte W 45 - 39      | Duitsland W 45 - 42  | Italië W 45 - 26     | Goud           |

Vrouwen
| atleet                                            | onderdeel  | eerste ronde         | tweede ronde         | derde ronde          | kwartfinale                | halve finale              | finale / BM          | finale / BM    |
| atleet                                            | onderdeel  | tegenstander uitslag | tegenstander uitslag | tegenstander uitslag | tegenstander uitslag       | tegenstander uitslag      | tegenstander uitslag | rang           |
| ------------------------------------------------- | ---------- | -------------------- | -------------------- | -------------------- | -------------------------- | ------------------------- | -------------------- | -------------- |
| Choi In-jeong                                     | degen      | bye                  | Murtazaeva V 11 - 15 | niet geplaatst       | niet geplaatst             | niet geplaatst            | niet geplaatst       | niet geplaatst |
| Kang Young-mi                                     | degen      | bye                  | Sato V 14 - 15       | niet geplaatst       | niet geplaatst             | niet geplaatst            | niet geplaatst       | niet geplaatst |
| Song Se-ra                                        | degen      | bye                  | Holmes W 15 - 13     | Popescu V 6 - 15     | niet geplaatst             | niet geplaatst            | niet geplaatst       | niet geplaatst |
| Choi In-jeong Kang Young-mi Song Se-ra Lee Hye-in | team degen | n.v.t.               | n.v.t.               | n.v.t.               | Verenigde Staten W 38 - 33 | China W 38 - 29           | Estland V 32 - 36    | Zilver         |
| Jeon Hee-sook                                     | floret     | bye                  | Azuma W 11 - 10      | Chen Q W 14 - 11     | Deriglazova V 7 - 15       | niet geplaatst            | niet geplaatst       | niet geplaatst |
| Choi Soo-yeon                                     | sabel      | bye                  | Berder W 15 - 11     | Martón V 12 - 15     | niet geplaatst             | niet geplaatst            | niet geplaatst       | niet geplaatst |
| Kim Ji-yeon                                       | sabel      | bye                  | Hafez W 15 - 4       | Zagunis V 12 - 15    | niet geplaatst             | niet geplaatst            | niet geplaatst       | niet geplaatst |
| Yoon Ji-su                                        | sabel      | bye                  | Criscio W 15 - 11    | Dayibekova V 12 - 15 | niet geplaatst             | niet geplaatst            | niet geplaatst       | niet geplaatst |
| Choi Soo-yeon Kim Ji-yeon Yoon Ji-su Seo Ji-yeon  | team sabel | n.v.t.               | n.v.t.               | bye                  | Hongarije W 45 - 40        | Russische ploeg V 26 - 45 | Italië W 45 - 42     | Brons          |

### Schietsport
Mannen
| atleet       | onderdeel               | kwalificaties | kwalificaties | finale         | finale         |
| atleet       | onderdeel               | punten        | rang          | punten         | rang           |
| ------------ | ----------------------- | ------------- | ------------- | -------------- | -------------- |
| Jin Jong-oh  | 10 m luchtpistool       | 576           | 15            | niet geplaatst | niet geplaatst |
| Kim Mo-se    | 10 m luchtpistool       | 579           | 6 Q           | 115,8          | 8              |
| Kim Sang-do  | 50 m geweer 3 houdingen | 1164          | 24            | niet geplaatst | niet geplaatst |
| Kim Sang-do  | 10 m luchtgeweer        | 625,1         | 24            | niet geplaatst | niet geplaatst |
| Nam Tae-yun  | 10 m luchtgeweer        | 627,2         | 12            | niet geplaatst | niet geplaatst |
| Han Dae-yoon | 25 m snelvuurpistool    | 585           | 3 Q           | 22             | 4              |
| Song Jong-ho | 25 m snelvuurpistool    | DSQ           | DSQ           | niet geplaatst | niet geplaatst |
| Lee Jong-jun | skeet                   | 121           | 13            | niet geplaatst | niet geplaatst |

Vrouwen
| atlete        | onderdeel               | kwalificaties | kwalificaties | finale         | finale         |
| atlete        | onderdeel               | punten        | rang          | punten         | rang           |
| ------------- | ----------------------- | ------------- | ------------- | -------------- | -------------- |
| Choo Ga-eun   | 10 m luchtpistool       | 573           | 16            | niet geplaatst | niet geplaatst |
| Kim Bo-mi     | 10 m luchtpistool       | 570           | 24            | niet geplaatst | niet geplaatst |
| Kwon Eun-ji   | 10 m luchtgeweer        | 630,9         | 4 Q           | 145,4          | 7              |
| Park Hee-moon | 10 m luchtgeweer        | 631,7         | 2 Q           | 119,1          | 8              |
| Bae Sang-hee  | 50 m geweer 3 houdingen | 1164          | 20            | niet geplaatst | niet geplaatst |
| Cho Eun-young | 50 m geweer 3 houdingen | 1155          | 32            | niet geplaatst | niet geplaatst |
| Kim Min-jung  | 25 m pistool            | 584           | 8 Q           | 38 (+1) OR     | Zilver         |
| Kwak Jung-hye | 25 m pistool            | 579           | 21            | niet geplaatst | niet geplaatst |

Gemengd
| atlete                    | onderdeel              | kwalificatie 1 | kwalificatie 1 | kwalificatie 2 | kwalificatie 2 | finale                        | finale         |
| atlete                    | onderdeel              | punten         | rang           | punten         | rang           | punten                        | rang           |
| ------------------------- | ---------------------- | -------------- | -------------- | -------------- | -------------- | ----------------------------- | -------------- |
| Kim Sang-do Park Hee-moon | 10 m luchtgeweer team  | 623,3          | 20             | niet geplaatst | niet geplaatst | niet geplaatst                | niet geplaatst |
| Nam Tae-yun Kwon Eun-ji   | 10 m luchtgeweer team  | 630,5          | 3 Q            | 417,5          | 3 q            | Kamenskiy - Karimova V 9 - 17 | 4              |
| Jin Jong-oh Choo Ga-eun   | 10 m luchtpistool team | 575            | 9              | niet geplaatst | niet geplaatst | niet geplaatst                | niet geplaatst |
| Kim Mo-se<be/>Kim Bo-mi   | 10 m luchtpistool team | 573            | 11             | niet geplaatst | niet geplaatst | niet geplaatst                | niet geplaatst |

### Schoonspringen
Mannen
| atleet                   | onderdeel            | series | series | halve finale   | halve finale   | finale         | finale         |
| atleet                   | onderdeel            | punten | rang   | punten         | rang           | punten         | rang           |
| ------------------------ | -------------------- | ------ | ------ | -------------- | -------------- | -------------- | -------------- |
| Kim Yeong-nam            | 3 m plank            | 286,89 | 28     | niet geplaatst | niet geplaatst | niet geplaatst | niet geplaatst |
| Woo Ha-ram               | 3 m plank            | 452,45 | 5 Q    | 403,15         | 12 Q           | 481,85         | 4              |
| Woo Ha-ram               | 10 m toren           | 427,25 | 7 Q    | 374,50         | 16             | niet geplaatst | niet geplaatst |
| Kim Yeong-taek           | 10 m toren           | 366,80 | 18 Q   | 374,90         | 15             | niet geplaatst | niet geplaatst |
| Kim Yeong-nam Woo Ha-ram | 10 m toren synchroon | n.v.t. | n.v.t. | n.v.t.         | n.v.t.         | 396,12         | 7              |

Vrouwen
| atleet      | onderdeel  | series | series | halve finale   | halve finale   | finale         | finale         |
| atleet      | onderdeel  | punten | rang   | punten         | rang           | punten         | rang           |
| ----------- | ---------- | ------ | ------ | -------------- | -------------- | -------------- | -------------- |
| Kim Su-ji   | 3 m plank  | 304,20 | 7 Q    | 283,90         | 15             | niet geplaatst | niet geplaatst |
| Kwon Ha-lim | 10 m toren | 278,00 | 19     | niet geplaatst | niet geplaatst | niet geplaatst | niet geplaatst |

### Taekwondo
Mannen
| atleet       | onderdeel | eerste ronde         | kwartfinale          | halve finale         | herkansing           | finale / BM          | finale / BM |
| atleet       | onderdeel | tegenstander uitslag | tegenstander uitslag | tegenstander uitslag | tegenstander uitslag | tegenstander uitslag | rang        |
| ------------ | --------- | -------------------- | -------------------- | -------------------- | -------------------- | -------------------- | ----------- |
| Jang Jun     | -58 kg    |                      |                      |                      |                      |                      |             |
| Lee Dae-hoon | -68 kg    |                      |                      |                      |                      |                      |             |

### Tafeltennis
Mannen
| atleet                                   | onderdeel | voorronde            | eerste ronde         | tweede ronde         | derde ronde          | vierde ronde         | kwartfinale          | halve finale         | finale / BM          | finale / BM    |
| atleet                                   | onderdeel | tegenstander uitslag | tegenstander uitslag | tegenstander uitslag | tegenstander uitslag | tegenstander uitslag | tegenstander uitslag | tegenstander uitslag | tegenstander uitslag | rang           |
| ---------------------------------------- | --------- | -------------------- | -------------------- | -------------------- | -------------------- | -------------------- | -------------------- | -------------------- | -------------------- | -------------- |
| Jang Woo-jin                             | enkelspel | bye                  | bye                  | bye                  | Drinkhall W 4 - 1    | Calderano V 3 - 4    | niet geplaatst       | niet geplaatst       | niet geplaatst       | niet geplaatst |
| Jeong Young-sik                          | enkelspel | bye                  | bye                  | bye                  | Gionis W 4 - 3       | Boll W 4 - 1         | Fan V 0 - 4          | niet geplaatst       | niet geplaatst       | niet geplaatst |
| Jang Woo-jin Jeong Young-sik Lee Sang-su | team      | n.v.t.               | n.v.t.               | n.v.t.               | n.v.t.               | Slovenië W 3 - 1     | Brazilië W 3 - 0     | China V 0 - 3        | Japan V 1 - 3        | 4              |

Vrouwen
| atlete                               | onderdeel | voorronde            | eerste ronde         | tweede ronde         | derde ronde          | vierde ronde         | kwartfinale          | halve finale         | finale / BM          | finale / BM    |
| atlete                               | onderdeel | tegenstander uitslag | tegenstander uitslag | tegenstander uitslag | tegenstander uitslag | tegenstander uitslag | tegenstander uitslag | tegenstander uitslag | tegenstander uitslag | rang           |
| ------------------------------------ | --------- | -------------------- | -------------------- | -------------------- | -------------------- | -------------------- | -------------------- | -------------------- | -------------------- | -------------- |
| Jeon Ji-hee                          | enkelspel | bye                  | bye                  | bye                  | Yuan W 4 - 3         | Jia W 4 - 1          | Ito V 0 - 4          | niet geplaatst       | niet geplaatst       | niet geplaatst |
| Shin Yu-bin                          | enkelspel | bye                  | Edghill W 4 - 0      | Ni W 4 - 3           | Doo V 2 - 4          | niet geplaatst       | niet geplaatst       | niet geplaatst       | niet geplaatst       | niet geplaatst |
| Choi Hyo-joo Jeon Ji-hee Shin Yu-bin | team      | n.v.t.               | n.v.t.               | n.v.t.               | n.v.t.               | Polen W 3 - 0        | Duitsland V 2 - 3    | niet geplaatst       | niet geplaatst       | niet geplaatst |

Gemengd
| atleet                  | onderdeel  | eerste ronde            | kwartfinale          | halve finale         | finale / BM          | finale / BM    |
| atleet                  | onderdeel  | tegenstander uitslag    | tegenstander uitslag | tegenstander uitslag | tegenstander uitslag | rang           |
| ----------------------- | ---------- | ----------------------- | -------------------- | -------------------- | -------------------- | -------------- |
| Lee Sang-su Jeon Ji-hee | dubbelspel | Assar / Meshref W 4 - 1 | Lin / Cheng V 2 - 4  | niet geplaatst       | niet geplaatst       | niet geplaatst |

### Tennis
Mannen
| atleet        | onderdeel | eerste ronde         | tweede ronde         | derde ronde          | kwartfinale          | halve finale         | finale / BM          | finale / BM    |
| atleet        | onderdeel | tegenstander uitslag | tegenstander uitslag | tegenstander uitslag | tegenstander uitslag | tegenstander uitslag | tegenstander uitslag | rang           |
| ------------- | --------- | -------------------- | -------------------- | -------------------- | -------------------- | -------------------- | -------------------- | -------------- |
| Kwon Soon-woo | enkelspel | Tiafoe V 3-6, 2-6    | niet geplaatst       | niet geplaatst       | niet geplaatst       | niet geplaatst       | niet geplaatst       | niet geplaatst |

### Voetbal
Mannen
| Atleten | Discipline | Resultaat   | Prestatie |
| --- | ---------- | ----------- | --------- |
| Song Bum-keun Lee You-hyeon Kim Jae-woo Park Ji-soo Jeong Tae-wook Jeong Seung-won Kwon Chang-hoon Lee Kang-in Song Min-kyu Lee Dong-gyeong Lee Dong-jun Seol Young-woo Kim Jin-ya Kim Dong-hyun Won Du-jae Hwang Ui-jo Um Won-sang Ahn Joon-soo Kang Yoon-sung Lee Sang-min Kim Jin-gyu An Chan-gi | mannen     | kwartfinale | zie onder |

| Groep |               |             |             |             |             |            |            |            |        |
| #     | Land          | Wedstrijden | Wedstrijden | Wedstrijden | Wedstrijden | Doelpunten | Doelpunten | Doelpunten | Punten |
| #     | Land          | G           | W           | G           | V           | V          | T          | Saldo      | Punten |
| 1     | Zuid-Korea    | 3           | 2           | 0           | 1           | 10         | 1          | +9         | 6      |
| 2     | Nieuw-Zeeland | 3           | 1           | 1           | 1           | 3          | 3          | 0          | 4      |
| 3     | Roemenië      | 3           | 1           | 1           | 1           | 1          | 4          | -3         | 4      |
| 4     | Honduras      | 3           | 1           | 0           | 2           | 3          | 9          | -6         | 3      |

| Ronde        | Datum          | Lokale tijd    | MEZT           | Land           | Score          | Land           |  |
| ------------ | -------------- | -------------- | -------------- | -------------- | -------------- | -------------- |  |
| groepsfase   |                |                |                |                |                |                |  |
| 22 juli 2021 | 17:00          | 10:00          | Nieuw-Zeeland  | 1 - 0          | Zuid-Korea     |                |  |
| 25 juli 2021 | 20:00          | 07:00          | Roemenië       | 0 - 4          | Zuid-Korea     |                |  |
| 28 juli 2021 | 17:30          | 10:30          | Zuid-Korea     | 6 - 0          | Honduras       |                |  |
|              |                |                |                |                |                |                |  |
| kwartfinale  | 31 juli 2021   | 20:00          | 13:00          | Zuid-Korea     | 3 - 6          | Mexico         |  |
|              |                |                |                |                |                |                |  |
| halve finale | niet geplaatst | niet geplaatst | niet geplaatst | niet geplaatst | niet geplaatst | niet geplaatst |  |
|              |                |                |                |                |                |                |  |
| finale       | niet geplaatst | niet geplaatst | niet geplaatst | niet geplaatst | niet geplaatst | niet geplaatst |  |

### Volleybal
Vrouwen
| Atleten | Discipline | Resultaat | Prestatie |
| --- | ---------- | --------- | --------- |
| Lee So-young Yeum Hye-seon Kim Hee-jin An Hye-jin Park Eun-jin Oh Ji-young Kim Yeon-koung Kim Su-ji Park Jeong-ah Yang Hyo-jin Jeong Ji-yun Pyo Seung-ju | zaal       | 4         | zie onder |

| # | Ploeg                  | Punten | Wedstrijden | Wedstrijden | Wedstrijden | Sets | Sets | Sets  |
| # | Ploeg                  | Punten | G           | W           | V           | W    | V    | Ratio |
| - | ---------------------- | ------ | ----------- | ----------- | ----------- | ---- | ---- | ----- |
| 1 | Brazilië               | 14     | 5           | 5           | 0           | 15   | 3    | +12   |
| 2 | Servië                 | 12     | 5           | 4           | 1           | 13   | 3    | +10   |
| 3 | Zuid-Korea             | 7      | 5           | 3           | 2           | 9    | 10   | -1    |
| 4 | Dominicaanse Republiek | 8      | 5           | 2           | 3           | 10   | 10   | 0     |
| 5 | Japan                  | 4      | 5           | 1           | 4           | 6    | 12   | -6    |
| 6 | Kenia                  | 0      | 5           | 0           | 5           | 0    | 15   | -15   |

| Ronde           | Datum           | Lokale tijd | MEZT       | Land       | Score                  | Land       |
| --------------- | --------------- | ----------- | ---------- | ---------- | ---------------------- | ---------- |
| Groepsfase      |                 |             |            |            |                        |            |
| 25 juli 2021    | 21:45           | 14:45       | Brazilië   | 3 - 0      | Zuid-Korea             |            |
| 27 juli 2021    | 21:45           | 14:45       | Zuid-Korea | 3 - 0      | Kenia                  |            |
| 29 juli 2021    | 11:05           | 04:05       | Zuid-Korea | 3 - 2      | Dominicaanse Republiek |            |
| 31 juli 2021    | 19:40           | 12:40       | Japan      | 2 - 3      | Zuid-Korea             |            |
| 2 augustus 2021 | 09:00           | 02:00       | Servië     | 3 - 0      | Zuid-Korea             |            |
| Kwartfinale     | 4 augustus 2021 | 09:00       | 02:00      | Zuid-Korea | 3 - 2                  | Turkije    |
| Halve finale    | 6 augustus 2021 | 21:00       | 14:00      | Brazilië   | 3 - 0                  | Zuid-Korea |
| Bronzen finale  | 8 augustus 2021 | 09:00       | 02:00      | Zuid-Korea | 0 - 3                  | Servië     |

### Wielersport

#### Baanwielrennen
Vrouwen
Sprint
| atlete     | onderdeel | kwalificaties | kwalificaties | ronde 1              | herkansing 1            | ronde 2              | herkansing 2         | ronde 3              | herkansing 3         | kwartfinale          | halve finale         | finale               | finale         |
| atlete     | onderdeel | tijd          | rang          | tegenstander uitslag | tegenstander uitslag    | tegenstander uitslag | tegenstander uitslag | tegenstander uitslag | tegenstander uitslag | tegenstander uitslag | tegenstander uitslag | tegenstander uitslag | rang           |
| ---------- | --------- | ------------- | ------------- | -------------------- | ----------------------- | -------------------- | -------------------- | -------------------- | -------------------- | -------------------- | -------------------- | -------------------- | -------------- |
| Hyejin Lee | sprint    | 10,904        | 21 Q          | Gros V +0,797        | Godby Sjmeleva V +0,054 | niet geplaatst       | niet geplaatst       | niet geplaatst       | niet geplaatst       | niet geplaatst       | niet geplaatst       | niet geplaatst       | niet geplaatst |

Keirin
| atleet     | onderdeel | ronde 1 | herkansing | kwartfinale    | halve finale   | finale         |
| atleet     | onderdeel | rang    | rang       | rang           | rang           | rang           |
| ---------- | --------- | ------- | ---------- | -------------- | -------------- | -------------- |
| Hyejin Lee | keirin    | 3       | 3          | niet geplaatst | niet geplaatst | niet geplaatst |

#### Wegwielrennen
Vrouwen
| atlete     | onderdeel    | tijd    | rang |
| ---------- | ------------ | ------- | ---- |
| Na Ah-reum | wegwedstrijd | 4.01.08 | 38   |

### Worstelen

#### Grieks-Romeins
Mannen
| atleet       | onderdeel | kwalificatie         | eerste ronde         | kwartfinale          | halve finale         | herkansing           | finale / BM          | finale / BM |
| atleet       | onderdeel | tegenstander uitslag | tegenstander uitslag | tegenstander uitslag | tegenstander uitslag | tegenstander uitslag | tegenstander uitslag | rang        |
| ------------ | --------- | -------------------- | -------------------- | -------------------- | -------------------- | -------------------- | -------------------- | ----------- |
| Ryu Han-su   | −67 kg    | Merabet W 4 - 0      | El-Sayed V 1 - 3     | niet geplaatst       | niet geplaatst       | niet geplaatst       | niet geplaatst       | 9           |
| Kim Min-seok | −130 kg   | n.v.t.               | Mirzazadeh V 0 - 3   | niet geplaatst       | niet geplaatst       | niet geplaatst       | niet geplaatst       | 14          |

### Zeilen
Mannen
| atlete                    | onderdeel | race | race | race | race | race | race | race | race | race | race | race   | race   | race           | netto punten | eindnotering |
| atlete                    | onderdeel | 1    | 2    | 3    | 4    | 5    | 6    | 7    | 8    | 9    | 10   | 11     | 12     | M              | netto punten | eindnotering |
| ------------------------- | --------- | ---- | ---- | ---- | ---- | ---- | ---- | ---- | ---- | ---- | ---- | ------ | ------ | -------------- | ------------ | ------------ |
| Cho Won-woo               | RS:X      | 22   | 15   | 21   | 22   | 7    | 26   | 10   | 14   | 9    | 11   | 18     | 18     | niet geplaatst | 167          | 17           |
| Ha Jee-min                | laser     | 20   | 8    | 26   | 7    | 7    | 10   | 6    | 14   | 10   | 6    | n.v.t. | n.v.t. | 10             | 98           | 7            |
| Park Gun-woo Cho Sung-min | 470       | 17   | 16   | 14   | 15   | 3    | 17   | 15   | 14   | 1    | 9    | n.v.t. | n.v.t. | niet geplaatst | 104          | 14           |

### Zwemmen
Mannen
| atleet                                             | onderdeel          | series  | series | halve finale   | halve finale   | finale         | finale         |
| atleet                                             | onderdeel          | tijd    | rang   | tijd           | rang           | tijd           | rang           |
| -------------------------------------------------- | ------------------ | ------- | ------ | -------------- | -------------- | -------------- | -------------- |
| Lee Ju-ho                                          | 100 m rugslag      | 53,84   | 20     | niet geplaatst | niet geplaatst | niet geplaatst | niet geplaatst |
| Lee Ju-ho                                          | 200 m rugslag      | 1.56,77 | 4 Q    | 1.56,93        | 11             | niet geplaatst | niet geplaatst |
| Cho Sung-jae                                       | 100 m schoolslag   | 59,99   | 20     | niet geplaatst | niet geplaatst | niet geplaatst | niet geplaatst |
| Cho Sung-jae                                       | 200 m schoolslag   | 2.10,17 | 19     | niet geplaatst | niet geplaatst | niet geplaatst | niet geplaatst |
| Moon Seung-woo                                     | 100 m vlinderslag  | 53,59   | 47     | niet geplaatst | niet geplaatst | niet geplaatst | niet geplaatst |
| Moon Seung-woo                                     | 200 m vlinderslag  | 1.58,09 | 28     | niet geplaatst | niet geplaatst | niet geplaatst | niet geplaatst |
| Hwang Sun-woo                                      | 50 m vrije slag    | 22,74   | 39     | niet geplaatst | niet geplaatst | niet geplaatst | niet geplaatst |
| Hwang Sun-woo                                      | 100 m vrije slag   | 47,97   | 6 Q    | 47,56 AR       | 4 Q            | 47,82          | 5              |
| Hwang Sun-woo                                      | 200 m vrije slag   | 1.44,62 | 1 Q    | 1.45,53        | 6 Q            | 7              |                |
| Lee Ho-joon                                        | 400 m vrije slag   | 3.53,23 | 26     | n.v.t.         | n.v.t.         | niet geplaatst | niet geplaatst |
| Hwang Sun-woo Kim Woo-min Lee Ho-joon Lee Yoo-yeon | 4x200 m vrije slag | 7.15,03 | 13     | n.v.t.         | n.v.t.         | niet geplaatst | niet geplaatst |

Vrouwen
| atlete                                                 | onderdeel          | series   | series | halve finale   | halve finale   | finale         | finale         |
| atlete                                                 | onderdeel          | tijd     | rang   | tijd           | rang           | tijd           | rang           |
| ------------------------------------------------------ | ------------------ | -------- | ------ | -------------- | -------------- | -------------- | -------------- |
| Lee Eun-ji                                             | 100 m rugslag      | 1.00,14  | 20     | niet geplaatst | niet geplaatst | niet geplaatst | niet geplaatst |
| Lee Eun-ji                                             | 200 m rugslag      | 2.11,72  | 18     | niet geplaatst | niet geplaatst | niet geplaatst | niet geplaatst |
| An Se-hyeon                                            | 100 m vlinderslag  | 59,32    | 23     | niet geplaatst | niet geplaatst | niet geplaatst | niet geplaatst |
| Han Da-kyung                                           | 400 m vrije slag   | 4.16,49  | 21     | n.v.t.         | n.v.t.         | niet geplaatst | niet geplaatst |
| Han Da-kyung                                           | 800 m vrije slag   | 8.46,66  | 28     | n.v.t.         | n.v.t.         | niet geplaatst | niet geplaatst |
| Han Da-kyung                                           | 1500 m vrije slag  | 16.33,59 | 28     | n.v.t.         | n.v.t.         | niet geplaatst | niet geplaatst |
| Kim Seo-yeong                                          | 200 m wisselslag   | 2.11,54  | 15 Q   | 2.11,38        | 12             | niet geplaatst | niet geplaatst |
| An Se-hyeon Han Da-kyung Jung Hyun-young Kim Seo-yeong | 4x200 m vrije slag | 8.11,16  | 14     | n.v.t.         | n.v.t.         | niet geplaatst | niet geplaatst |